# Mieczysław Aszkiełowicz
Mieczysław Aszkiełowicz (ur. 12 stycznia 1957 w Olsztynie) – polski polityk, związkowiec, rolnik, leśnik, poseł na Sejm IV i V kadencji.

## Życiorys

### Wykształcenie i praca zawodowa
W 1975 ukończył Zasadniczą Zawodową Szkołę Samochodową. W latach 1976–1977 pracował jako kierowca w Przedsiębiorstwie Łączności w Olsztynie. Od 1977 do 1978 był pracownikiem budowlanym w przedsiębiorstwie PEWEROL w Ostródzie. W latach 1978–1979 ponownie zatrudniony w olsztyńskim Przedsiębiorstwie Łączności jako mechanik. W latach 1979–1981 był pracownikiem Zakładowej Zawodowej Straży Pożarnej w Olsztyńskich Zakładach Opon Samochodowych. Od 1981 do 1982 pracował w przedsiębiorstwie Lasy Państwowe w Kudypach jako kierowca. Do 1990 zatrudniony był w Zakładowej Zawodowej Straży Pożarnej w Gutkowie. Członek Ochotniczej Straży Pożarnej oraz Polskiej Federacji Związków Hodowców Bydła Mlecznego. Zasiadł w zarządzie Warmińsko-Mazurskiego Związku Hodowców Bydła.
W 1990 zaczął prowadzić indywidualne gospodarstwo rolne o powierzchni 75 ha w Jonkowie, zajmujące się produkcją bydła mlecznego. W latach 1994–1998 zasiadał w zarządzie i radzie gminy Jonkowo. Był założycielem Fundacji „Dzieciom Rolników”, której został wiceprezesem.
W kwietniu 2008 został odznaczony przez ministra rolnictwa Odznaką honorową „Zasłużony dla Rolnictwa”.

### Działalność polityczna i związkowa
Od 1985 należał do Zjednoczonego Stronnictwa Ludowego, a w 1990 wstąpił do Polskiego Stronnictwa Ludowego, w którym pełnił funkcję wiceprezesa zarządu wojewódzkiego. Z partii tej odszedł w 2001. W 1998 został równocześnie przewodniczącym Związku Zawodowego Rolnictwa „Samoobrona” Warmii i Mazur (do 2007).  W wyborach samorządowych w 1998 bezskutecznie ubiegał się o mandat radnego powiatu olsztyńskiego z listy komitetu Nasz Powiat.
W wyborach do Sejmu w 2001 uzyskał liczbą 6753 głosów mandat poselski na Sejm IV kadencji jako kandydat Samoobrony RP z okręgu olsztyńskiego. Wszedł w skład prezydium klubu parlamentarnego tej partii. Od 2001 do 2007 przewodniczył zarządowi wojewódzkiemu ugrupowania.
Prokurator Prokuratury Rejonowej w Olsztynie oskarżył go udział w nielegalnej okupacji Urzędu Wojewódzkiego. Proces w tej sprawie został w 2002 warunkowo umorzony przez tamtejszy sąd.
Wraz z Jerzym Pękałą w czasie IV kadencji Sejmu został upomniany przez Komisję Etyki Poselskiej za stosowanie „wobec siebie przemocy”, doprowadzając „do widocznych uszkodzeń ciała i utraty równowagi”. Według KEP posłowie „(…) sprawiali wrażenie osób znajdujących się w stanie wskazującym na nadmierne spożycie alkoholu. Zachowywali się w sposób zaprzeczający elementarnym zasadom przyzwoitości i dobrego wychowania (…)”.
W wyborach w 2005 po raz drugi został posłem (dostał 5892 głosy). Zasiadał w Komisji Rolnictwa i Rozwoju Wsi, Komisji Samorządu Terytorialnego i Polityki Regionalnej, Komisji Ochrony Środowiska, Zasobów Naturalnych i Leśnictwa oraz Komisji do Spraw Unii Europejskiej. Był także wiceprzewodniczącym komisji nadzwyczajnej ds. prawa spółdzielczego.
W przedterminowych wyborach parlamentarnych w 2007 bezskutecznie ubiegał się o reelekcję (otrzymał 1861 głosów). Tuż po wyborach wystąpił z Samoobrony RP. Brał udział w zakładaniu Partii Regionów. W wyborach samorządowych w 2010, 2014 i 2018 kandydował do sejmiku warmińsko-mazurskiego z ramienia Sojuszu Lewicy Demokratycznej lub SLD Lewica Razem.
W wyborach parlamentarnych w 2011 bezskutecznie kandydował do Sejmu z listy SLD (otrzymał 414 głosów). W 2014 ubiegał się nadto o urząd wójta gminy Jonkowo (startując z własnego komitetu, otrzymał 15,19% głosów i zajął trzecie miejsce spośród czterech kandydatów). W 2015 i 2023 ponownie był kandydatem do Sejmu – startował odpowiednio z listy Zjednoczonej Lewicy oraz Nowej Lewicy.

## Wyniki w wyborach ogólnopolskich
| Wybory | Komitet wyborczy                    | Komitet wyborczy                    | Organ              | Okręg        | Wynik        |
| ------ | ----------------------------------- | ----------------------------------- | ------------------ | ------------ | ------------ |
| 2001   |                                     | Samoobrona Rzeczpospolitej Polskiej | Sejm IV kadencji   | nr 35        | 6753 (2,95%) |
| 2005   | Samoobrona Rzeczpospolitej Polskiej | Sejm V kadencji                     | nr 35              | 5892 (2,86%) |              |
| 2007   | Samoobrona Rzeczpospolitej Polskiej | Sejm VI kadencji                    | nr 35              | 1861 (0,62%) |              |
| 2011   |                                     | Sojusz Lewicy Demokratycznej        | Sejm VII kadencji  | nr 35        | 414 (0,16%)  |
| 2015   |                                     | Zjednoczona Lewica                  | Sejm VIII kadencji | nr 35        | 378 (0,148%) |
| 2023   |                                     | Nowa Lewica                         | Sejm X kadencji    | nr 35        | 643 (0,16%)  |

## Życie prywatne
Mieczysław Aszkiełowicz jest żonaty, ma pięcioro dzieci.